# Neodiplothele
Neodiplothele es un género de arañas migalomorfas de la familia Barychelidae. Se encuentra en Brasil.

## Lista de especies
Según The World Spider Catalog 11.5:
- Neodiplothele fluminensis Mello-Leitão, 1924
- Neodiplothele irregularis Mello-Leitão, 1917
- Neodiplothele leonardosi Mello-Leitão, 1939
- Neodiplothele picta Vellard, 1924